# Ludovico Gallina

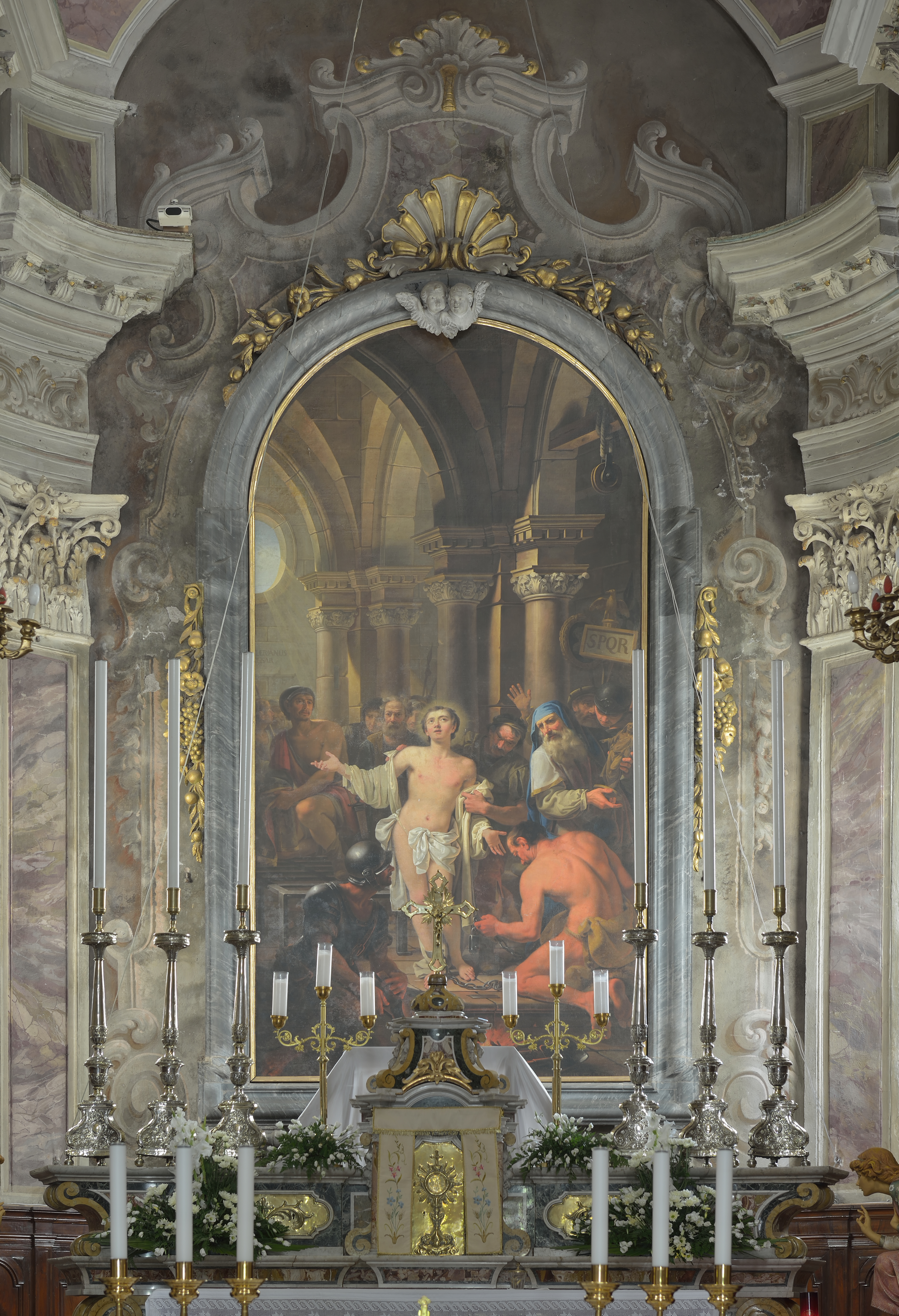
Martirio di San Lorenzo, chiesa di San Lorenzo, Carzago Riviera

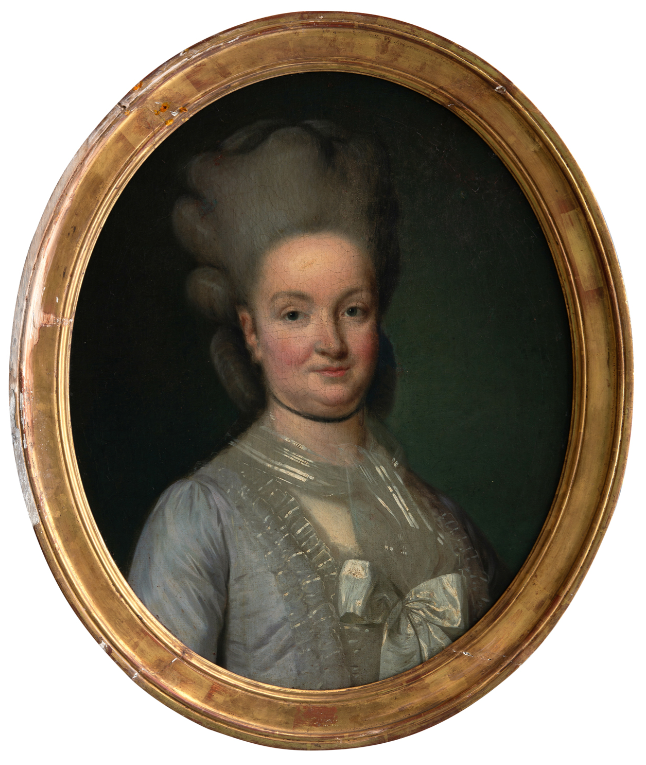
Contessa Foscarina Marcello Morosini

Ludovico Gallina (Brescia, 25 agosto 1752 – Venezia, 4 gennaio 1787) è stato un pittore italiano.

## Biografia
Figlio di Giacomo Antonio e di Oliva Tamagna, nacque in una famiglia molto umile. Fu introdotto alla pittura in giovanissima età, entrando "per carità" nella bottega di Antonio Dusi grazie alla mediazione dei filippini della chiesa di Santa Maria della Pace. Qui il Gallina trascorse circa un anno e mezzo assimilando lo stile della pittura bresciana, dal linguaggio classicista e formalizzante, vicino alle scuole di Bologna, Roma e Verona. Grande influenza ebbe in particolare Sante Cattaneo, allievo della stessa bottega.
Nel 1770, tramite l'aiuto di due ricchi concittadini e di un anonimo padre filippino, venne affidato a Francesco Zugno che lo condusse all'Accademia di Venezia per completare la propria formazione.
Già qualche mese dopo partecipava a uno dei concorsi organizzati dall'istituzione; non vinse, tuttavia le sue qualità furono comunque molto notate. Nemmeno l'anno successivo ebbe successo, ma raggiunse la vittoria nel 1772. In quello stesso anno fu nominato curatore della raccolta Farsetti, incarico che gli diede l'opportunità di studiare le opere della collezione. Frattanto trascorreva un periodo di alunnato presso Domenico Maggiotto. Nel 1774 si aggiudicò un altro premio per una "copia in piccolo chiaroscuro" del San Giovanni Battista del Tiziano. 
L'anno successivo ottenne la prima commissione importante, la pala con I Santi Ignazio di Loyola e Filippo Neri che adorano la Vergine per la parrocchiale di Acquafredda, nel Bresciano. Considerata mediocre dalla critica, in quest'opera il Gallina dimostra di aver correttamente messo in pratica gli insegnamenti accademici e in particolare del Maggiotto.
Nell'autunno del 1776 cadde malato e rientrò a Brescia dove, dopo la guarigione, eseguì cinque ritratti. Tornato a Venezia, iniziò per lui un periodo di intensa e costante attività, che lo videro lavorare soprattutto a pale d'altare destinate alle parrocchiali di Venezia e del Bresciano. Si può osservare come, in quest'ambito, l'arte del Gallina si diriga sempre più verso un colorismo freddo e brillante, mentre la composizione aumenta in teatralità
Al tempo stesso si affermò come ritrattista, venendo apprezzato per l'"impostazione aulica" delle raffigurazioni. I soggetti sono rappresentati solitamente in vesti ufficiali, con un'estrema precisione nella resa dei particolari, in linea con la ritrattistica ufficiale del periodo.
Nel 1784, assieme a Francesco Guardi, entrò a far parte dell'Accademia e vi insegnò sino alla morte. Morì di tisi, non senza aver fatto testamento; suo erede, oltre ai famigliari, fu l'allievo Pietro Tantini cui andò la gran parte degli strumenti di lavoro.

## Opere principali
Pale e decorazioni ecclesiastiche:

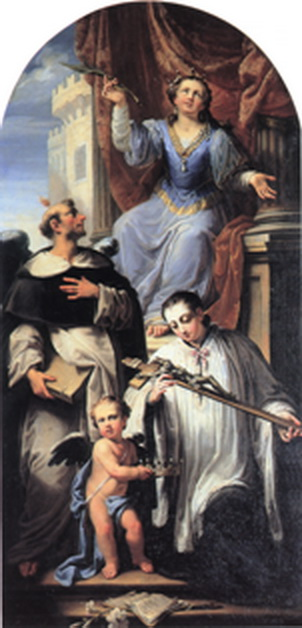
Santa Barbara, san Vincenzo Ferrer e san Luigi Gonzaga - Chiesa di San Lio - Venezia

- Santa Barbara, san Vincenzo Ferrer e san Luigi Gonzaga - Chiesa di San Lio - VeneziaI santi Ignazio di Loyola e Filippo Neri che adorano la Vergine, 1775 - chiesa di San Bernardino, Acquafredda (BS)
- Santi Barbara, Luigi Gonzaga e Vincenzo Ferrer, 1777 - chiesa di San Lio, Venezia
- Disputa di Gesù al tempio, 1777 - chiesa di Santo Stefano, Bedizzole (BS)
- Martirio di san Lorenzo, 1779-1782 - chiesa di San Lorenzo, Carzago di Calvagese della Riviera (BS), già nella chiesa di San Lorenzo, Quinzanello di Dello (BS)
- Vergine Assunta e santi Pietro e Paolo, 1781 - chiesa de Santi Pietro e Paolo, Castrezzato (BS)
- San Giorgio e il drago, 1782 - chiesa di San Giorgio, Capriolo (BS)
- Martirio di santa Cristina, 1782 - chiesa di San Silvestro, Calvisano (BS)
- Assunzione della Vergine, Apoteosi e Martirio dei santi Cornelio e Cipriano, Profanatori del tempio, affreschi - chiesa dei Santi Cornelio e Cipriano, Artogne (BS)
- Legione tebea e Gloria di san Maurizio - chiesa di San Maurizio, Breno (BS)
- Il Golgota, terminata da Pietro Tantini - basilica di San Lorenzo, Verolanuova (BS)

Ritratti:
- Francesco Pisani, Almorò III Pisani, Paolina Gambara, Alvise Pisani, Francesco Pisani, Elena Pisani, Elisabetta Pisani, Marina Pisani, Giustiniana Pisani, 1776-1780 - villa Angarano, Angarano di Bassano del Grappa (VI)
- Il doge Paolo Renier (figura intera), 1777 - Musei civici agli Eremitani, Padova
- Il doge Paolo Renier (mezzo busto), 1779 - Museo Correr, Venezia
- Il procuratore Giovanni Francesco Querini, 1779 - Fondazione Querini Stampalia, Venezia
- Giovane gentiluomo - Pinacoteca Tosio Martinengo, Brescia
- Francesco Grimani, 1780
- Il cardinale Ludovico Calini, 1781 - sala dei canonici, cattedrale di Santa Maria Assunta, Brescia

## Bibliografia

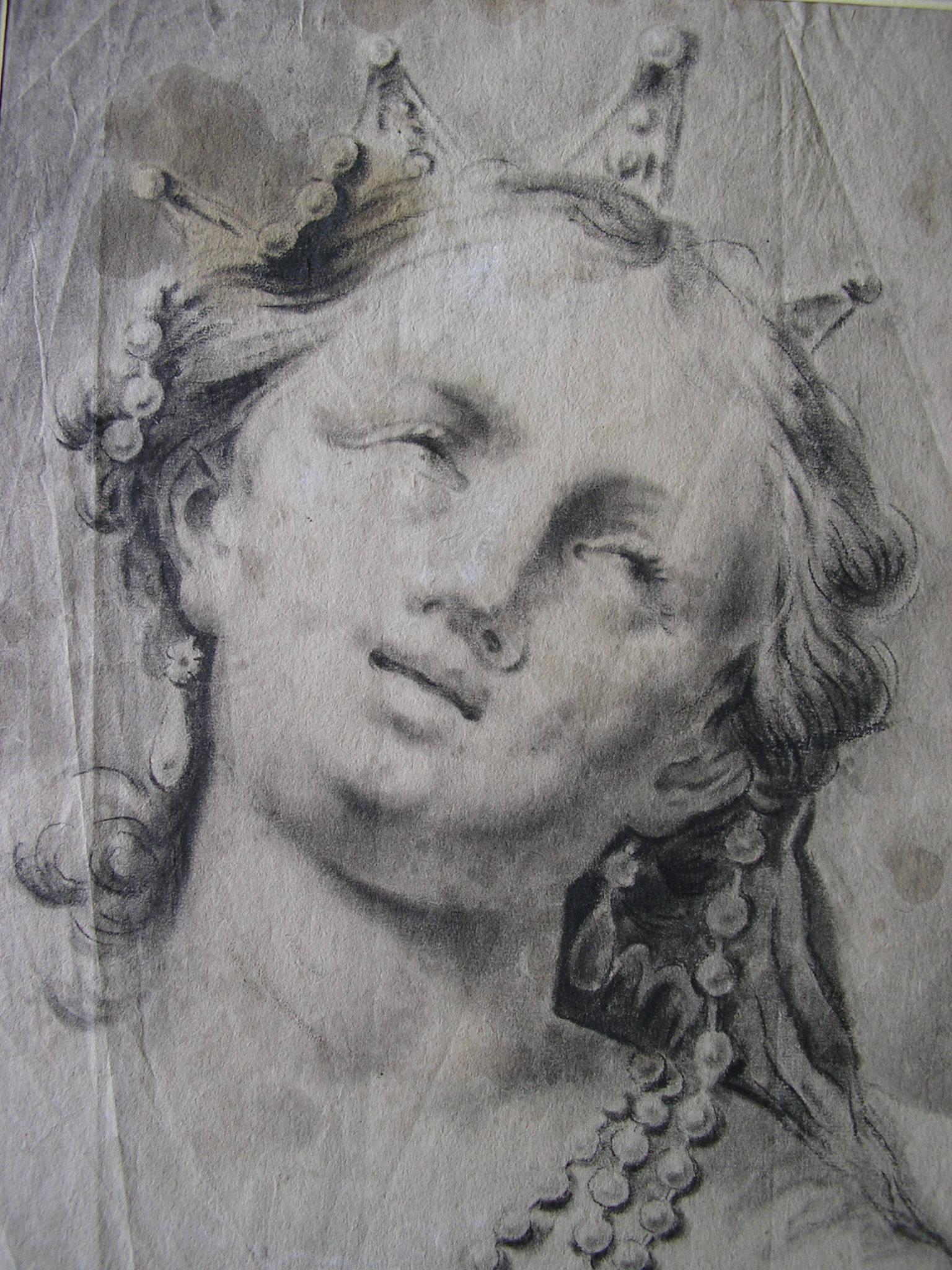
Studio per il volto di santa Barbara - collezione privata